# Особлива думка
«Особлива думка» (англ. The Minority Report, укр. Звіт меншості) — повнометражний кінофільм режисера Стівена Спілберга. Вийшов на екрани світу 17 червня 2002. Жанр — фантастика, бойовик, трилер, футуризм. У головних ролях зіграли Том Круз, Колін Фарел та Макс фон Сюдов. Бюджет стрічки разом з маркетингом склали $142 млн.

## Сюжет
2054 рік, Вашингтон. Джон Андертон — капітан поліції, командир підрозділу профілактики злочинів «Precrime», завдяки якому число вбивств вдалося звести до нуля. Троє провидців («прови»), що перебувають в ізоляції, бачать злочини, які будуть здійснені в найближчому майбутньому. Картини їх бачень виводяться на екран, система видає імена вбивці, жертви, час вбивства і тип злочину (навмисне або ненавмисне). Андертон робить висновки про місце події і разом з командою запобігає злочину, а профілактовані вбивці ізолюються в анабіозні капсули. Іноді у «провів» трапляються повторні видіння,− «відлуння» − які підлягають видаленню з пам'яті системи. Опинившись у безпосередній близькості з провидцями, Андертон вступає в контакт з провидицею Агатою. Агата показує йому повторне бачення («відлуння») одного з давніх вбивств, при якому в озері топлять жінку. З метою розібратися у видінні Агати, Андертон прибуває у «Відділ утримання ув'язнених», де дізнається історію жінки з бачення Агати. З'ясовується, що це − Енн Лайвлі, колишня наркоманка, яка вилікувалася від своєї залежності, проте безслідно зникла. Андертон намагається ознайомиться з баченням Агати з бази даних відділу, але виявляє, що воно стерте. Також Андертон виявляє ще близько дюжини справ, з яких пропали передбачення. Про все це Андертон доповідає своєму шефу − керівнику проєкту Ламару Берджесу.
Днями має відбутись референдум про прийняття системи «Precrime» на всій території країни. Генеральний прокурор посилає інспектора Денні Вітвера для детальної перевірки проєкту. Розбираючи чергове бачення медіумів, Андертон розуміє, що через 35 годин він застрелить якогось Лео Кроу, якого ніколи в житті не бачив. Він відмовляється здатися своїм колегам і тікає. Уникнувши погоні, Андертон приходить до творця проєкту доктора Гінеман. Пенсіонерка розповідає Андертону, що медіумами стали діти наркоманів, які народилися з серйозними церебральними вадами. Троє провидців не завжди бачать однакове майбутнє. Таким чином, варіант, який бачать двоє провидців з трьох, називається «думкою більшості», а той, що бачить третій, − відповідно «думкою меншості». Цей варіант негайно стирається з пам'яті системи, щоб запобігти сумнівам у справедливості правосуддя  «непогрішності профілактики». Однак «особливу думку» неможливо прибрати з пам'яті «прова». Тому Андертон мусить знайти «прова» і завантажити дані з його пам'яті. Найобдарованішою між провидцями є дівчина Агата, саме її бачення конкретного вбивства становить «особливу думку».
Доктор Едді Соломон пересаджує Андертону чужі очі, завдяки чому система тотальної ідентифікації за райдужною оболонкою ока визначає його як містера Якамото. Андертон викрадає «прова», який бачив «особливу думку», з центру «Precrime» і за допомогою свого знайомого, Руфуса, викачує дані з її мозку. Поряд з баченнями інших злочинів, у ньому міститься також бачення про вбивство Енн Лайвлі. Однак ніякої «особливої думки» щодо злочину Андертона там немає. Андертон проникає в номер 1006, де він нібито повинен убити Лео Кроу, і знаходить на його ліжку гору знімків викрадених Кроу дітей, серед яких знаходить знімок свого сина, який зник шість років тому. Він вибиває зізнання з Кроу: знімки − підробка, а хтось обіцяв Кроу подбати про його сім'ю, якщо Андертон уб'є його. На годиннику Андертона закінчується відлік часу вбивства, він приймає рішення не вбивати, а заарештувати Кроу. Незадоволений такою розв'язкою, Кроу хапає руку Андертона із затиснутим в ній пістолетом, змушує його спустити курок і випадає у вікно. Передбачення медіумів збулося, але не зовсім так, як у баченні.

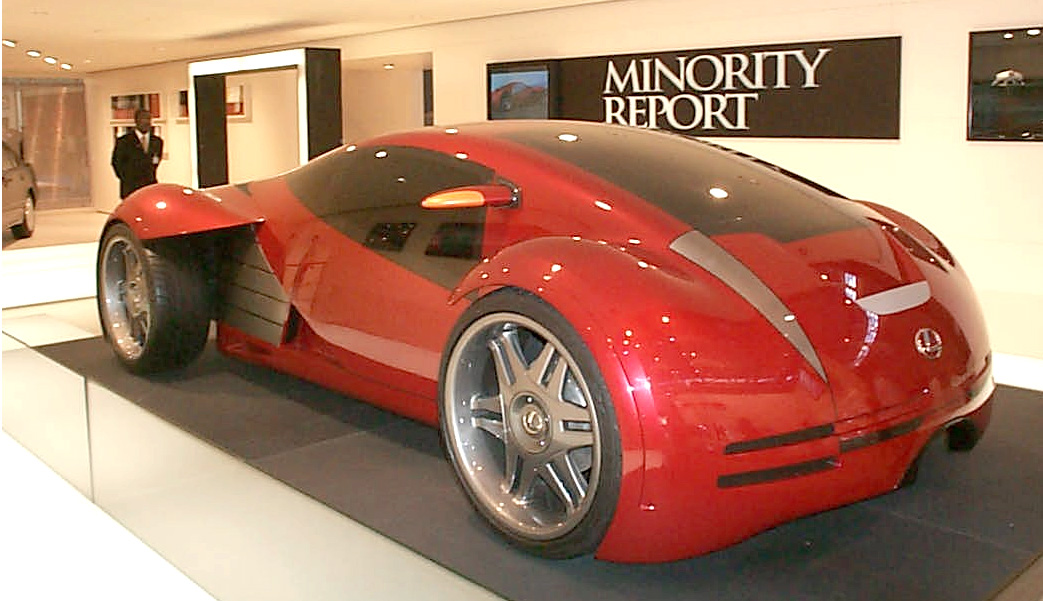
Концепт-кар Lexus з фільму

Вітвер, який раніше працював у відділі вбивств, бачить розбіжності й розуміє, що відбулася не просто помилка, а це усе підлаштовано. Також Вітвер з'ясовує обставини зникнення Енн Лайвлі, виявивши записи з її мозку в кіберсалоні Руфуса. Він розповідає голові проєкту Ламару Берджессу, що хтось втопив Енн Лайвлі та стер з пам'яті системи бачення Агати. Також Вітвер розповідає Ламару свої здогади про те, що Агата бачила не «відлуння», а новий здійснений злочин, достоту схожий за обставинами на перший, але її «особлива думка», яка підлягає видаленню, полягала в тому, що у картинах злочинів не співпадав напрям хвиль на озері в момент убивства. Вітвер доходить висновку, що хтось найняв волоцюгу з вулиці для вбивства Енн Лайвлі, якому запобігли бійці відділу, і потім хтось зацікавлений здійснює у такий самий спосіб інше, справжнє вбивство, обдуривши систему. Бачення нового вбивства сприйняли як «відлуння» першого і видалили його із системи. Вітвер відкрито заявляє, що подібна махінація під силу тільки начальникам системи профілактики. Берджесс убиває Вітвера і посилає групу на захоплення в будинок Андертона. Андертон встигає сказати дружині, що його підставили через те, що він дізнався про Енн Лайвлі. Берджесс передає речі спійманого Андертона його дружині, але випадково проговорюється, що Лайвлі була втоплена. Усвідомивши, що Ламар є вбивцею, дружина Андертона звільняє чоловіка з ув'язнення в анабіозній капсулі. На прийомі на честь Берджесса один з колишніх товаришів по службі, а нині — однодумців Андертона виводить запис бачення на великий екран, викриваючи злочин. Причиною вбивства стало те, що Енн Лайвлі була матір'ю Агати і, вилікувавшись від наркоманії, захотіла забрати дочку із системи, а через те що Агата була найбільш обдарованою з провидців і їх опорою, то без її участі система не могла працювати. Щоб не втрати Агату, Ламар втопив Лайвлі при особистій зустрічі, замаскувавши вбивство під повторне бачення («відлуння»), що підлягає стиранню.
Медіуми видають нове пророцтво: жертва — Андертон, убивця — Ламар. Андертон ставить Ламара перед вибором: якщо Ламар уб'є його, то дітище Берджесса, система Precrime — достовірна, але самого Берджесса чекає анабіоз. Якщо він зробить як господар своєї долі і залишить Андертона в живих, то система виявиться неспроможною і її закриють. Ламар робить свій вибір і здійснює самогубство. Систему Precrime скасовують, ув'язнених амністують, залишивши їх під поліцейським наглядом, а медіумів переселяють у відокремлене засекречене місце.

## У ролях

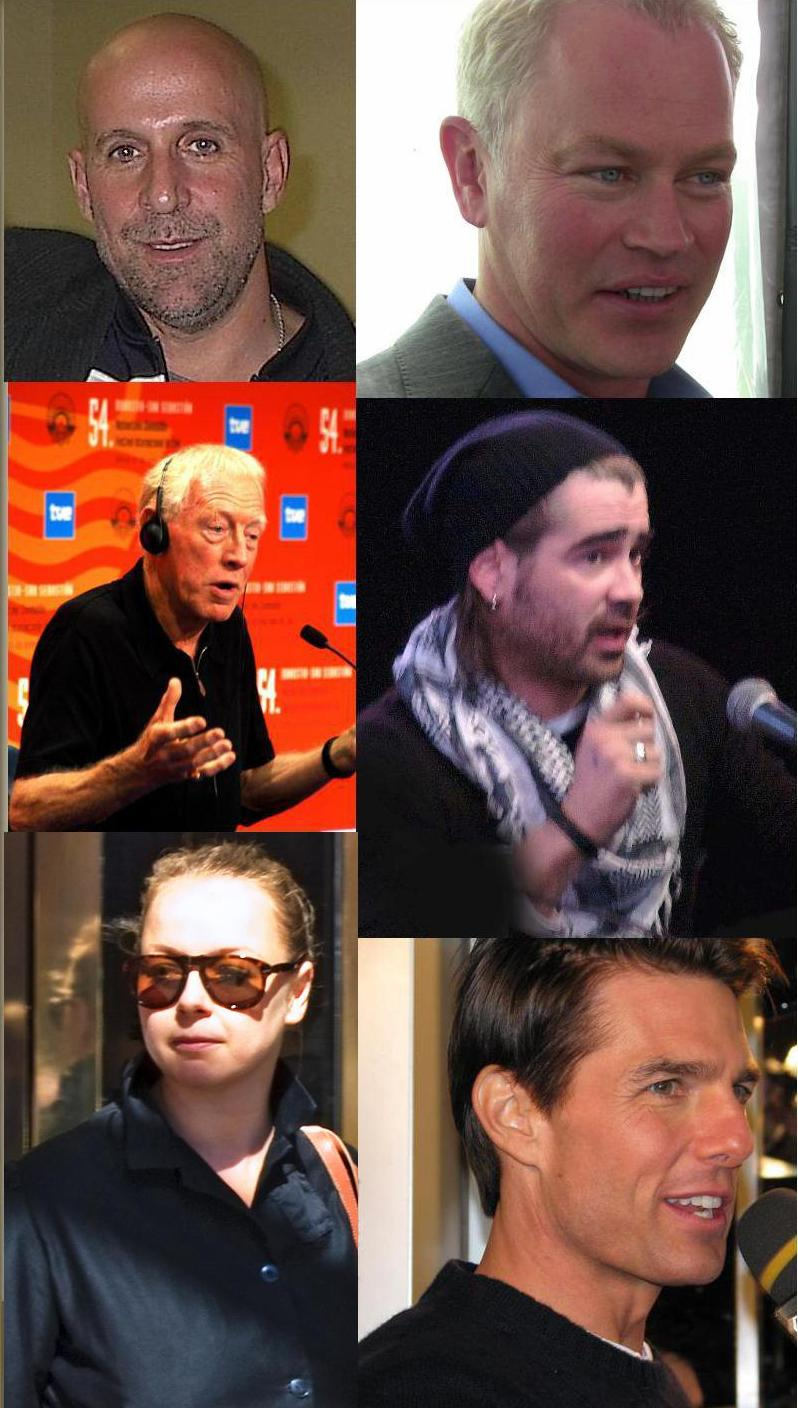

| Актор             | Роль                 |
| ----------------- | -------------------- |
| Том Круз          | Джон Андертон        |
| Макс фон Сюдов    | Ламар Берджес        |
| Колін Фаррелл     | Денні Вітвер         |
| Саманта Мортон    | Агата                |
| Лоїс Сміт         | доктор Айріс Гінеман |
| Майк Біндер       | Лео Кроу             |
| Кетрін Морріс     | Лара Андертон        |
| Тім Блейк Нельсон | Гідеон               |
| Петер Стормаре    | доктор Едді Соломон  |
| Ніл Макдонаф      | Гордон Флетчер       |
| Патрик Кілпатрик  | Джеффрі Нотт         |
| Джоель Гретч      | Дональд Дублін       |
| Френк Ґрілло      | поліцейський         |